# Pociąg (film 1973)
Pociąg (fr. Le train, wł. Noi due senza domani) – francusko-włoski dramat wojenny z 1973 roku w reżyserii Pierre’a Granier-Deferre’a, zrealizowany na podstawie powieści Georges'a Simenona pod tym samym tytułem.
Zdjęcia kręcono w Paryżu oraz w departamentach Allier (Moulins), Ardeny (Fumay), Charente-Maritime (La Rochelle), Côte-d’Or (Recey-sur-Ource), Loir-et-Cher (Chaumont-sur-Loire, Onzain) i Górna Marna (Langres, Poinson-lès-Grancey).

## Opis fabuły
Wiosna 1940 roku, niemiecka agresja na Francję. Julien Maroyeur wraz z ciężarną żoną Monique zostaje ewakuowany przed szybko zbliżającym się frontem. W pociągu ewakuacyjnym zostają rozdzieleni, Julien musi odbywać podróż wraz z pozostałymi mężczyznami w wagonie towarowym. Tam, jego uwagę zwraca piękna Anna, która stara się pozostawać nie zauważona. To Niemka i zarazem Żydówka, bez dokumentów, która uciekła z nazistowskich Niemiec przed reżimem Hitlera. Wspólna, pełna niebezpieczeństw podróż zbliża do siebie podróżujących razem pasażerów wagonu, w szczególności Juliena i Annę. Z czasem pomiędzy tym dwojgiem ludzi wybucha namiętne uczucie. Po dotarciu do celu ewakuacji – La Rochelle – Julien podaje władzom dane personalne swojej żony w imieniu nieposiadającej żadnych dokumentów Anny. Umożliwia jej tym samym uzyskanie tymczasowego dokumentu tożsamości, co ma szczególne znaczenie wobec faktu, że znajdują się już na terytorium zajętym przez Niemców. Obydwoje próbują też odnaleźć ciężarną żonę Juliena. Natrafiają na nią w jednym z miejskich szpitali, właśnie urodziła. Julien jest w rozterce – kocha Annę i chce być z nią, jednak poczucie przyzwoitości nie pozwala mu opuścić leżącej w szpitalu żony z nowo narodzonym dzieckiem. Anna, rozumiejąc całą sytuację, wymyka się niepostrzeżenie ze szpitala.
Mijają trzy lata. W 1943 roku Julien, uznany radiotechnik wiodący spokojny żywot głowy rodziny, zostaje pewnego dnia doprowadzony do Gestapo celem udzielania wyjaśnień w sprawie pewnej kobiety schwytanej przez nazistów i posługującej się dokumentami na nazwisko żony Juliena. Julien weryfikuje przedstawione mu dokumenty ze zdjęciem Anny jako należące do nieznanej mu osoby, ale nie do jego żony. W momencie konfrontacji z Anną, jaką w perfidny sposób organizuje francuski urzędnik Gestapo, Julien na jedno jej spojrzenie nie jest w stanie dalej wypierać się znajomości z nią. Obydwoje kochankowie padają sobie w ramiona, przypieczętowując tym samym swój los.

## Główne role
- Jean-Louis Trintignant – Julien Maroyeur
- Romy Schneider – Anna
- Nike Arrighi – Monique Maroyeur, żona Juliena
- Maurice Biraud – dezerter
- Régine – Julie, prostytutka
- Serge Marquand – pasażer pociągu
- Franco Mazzieri – pasażer pociągu
- Paul Amiot – pasażer pociągu
- Jean Lescot – René
- Anne Wiazemsky – młoda dziewczyna z dzieckiem
- Paul Le Person – francuski urzędnik Gestapo